# 圭 (数学)
数学における圭（けい）、分配亜群（ぶんぱいあぐん、дистрибутивныи Группоид; distributive groupoid, quandle; カンドル）および残滓（ざんし、rack; ラック）は、結び目の局所変形であるライデマイスター移動を図式操作と考えたときに抽出される公理と類似の公理を満たす二項演算を備えた集合である。
主に結び目理論を背景として研究されるものであるが、抽象代数学的な構造としては、自身の右からの作用を備えた代数系であると見なすことができる。

## 歴史
1942年、満洲国の高崎光久が対称変換の代数として圭というものを考案した。一方、1959年、当時はまだケンブリッジ大学の大学生であったジョン・コンウェイとゲーヴィン・レイドの文通で、ラックに関する最初の研究がなされている。在学中、レイドは当初彼自身は sequential と呼んだこの構造に興味を持つようになった。コンウェイは、群の積構造を無視して共役構造だけを考えたものであることから、群の残滓という意味と、彼の仲間の名前をかけて wrack と改名した。現在では rack という綴りで一般に広まっている。
これらの構造が再び表面化するのは1980年代になってからのことで、1982年にデーヴィド・ジョイスの論文で術語 quandle が用いられ、同じく1982年のセルゲイ・ヴラジーミロヴィチ・マトヴェーエフの論文では дистрибутивные группоиды（ラテン文字転写: distributivnye gruppoidy, 英: distributive groupoids）の名称で、そして1986年のエグベルト・ブリースコルンの会議録では automorphic set と呼称されているが同じものが取り扱われている。

## 圭
圭は、a, b, c が集合 K から任意に選んだ元である限り常に
1. 反射律: {\displaystyle a\star a=a.}
2. 対合性: {\displaystyle (a\star b)\star b=a.}
3. 右分配律: {\displaystyle (a\star b)\star c=(a\star c)\star (b\star c).}

なる条件を全て満たす二項演算 {\displaystyle \star } つきの代数系 K として定義される。
ここでの演算 "{\displaystyle \star }" はここに挙げた3条件のみを満足することのみを要請され、この要請を満たす演算を持つ集合を一般に圭と呼ぶのである。記法としては代数学における乗法的な演算記法の約束に従っているけれども、結合律を満足するなどの通常の「乗法」に期待される性質が、この代数系を考える際には（あってもなくても）問題にされないという意味で、圭演算 {\displaystyle \star } は通常の乗法を意味していない。
なお "{\displaystyle a\star b}" という式を、b が a に右から作用しているものと考えると便利である。そのように見るとき、2番目の条件は圭 K の任意の元による K 自身への右作用が二度行うと恒等変換となる、すなわち対合を与えることを意味していることになる。また、3番目の条件は右作用が {\displaystyle \star } に関して（マグマとしての）準同型性を示すことを意味しており、対合は全単射となるから、特に K はこの作用を通して K 上の対合的自己同型 (involutive automorphism) からなる特定の集合と同一視されることがわかる。

## カンドル
カンドル Q は、任意の元 a, b, c に対して
1. 反射律: {\displaystyle a\star a=a.}
2. 右可逆性: {\displaystyle \exists !x\in \mathrm {Q} \colon x\star a=b.}
3. 右分配律: {\displaystyle (a\star b)\star c=(a\star c)\star (b\star c).}

を満たす二項演算 {\displaystyle \star } つきの代数系として定義される。
ここで、2番目の条件における x が常に {\displaystyle b\star a} によって得られるなら、そのカンドルは圭になる。つまり、カンドルは2番目が圭におけるものより弱い条件を仮定しており、したがって圭の概念を包含して、より広い対象を扱う概念を定めている。
圭におけると同様の理由で、このカンドル演算も通常の乗法とは異なる作法に従う乗法である。また、同じく右からの乗法を作用としてみたとき、2番目の条件は右作用が逆（写像としての逆元）をもつことを要請するもので、右乗法の引き起こす右作用は Q 上の全単射つまり置換である。したがってやはり、分配亜群 Q は Q 自身の上の自己同型からなる集合 (automorphic set) として実現される。また、"{\displaystyle \star }", "/" という2つの演算を用意して、2番目の条件を {\displaystyle (a/b)\star b=a} として定義する流儀もある。この場合、{\displaystyle \star =/} なら圭になる。
3次元ユークリッド空間 E3 内の（通常の）結び目はすべて基本カンドル (fundamental quandle) と呼ばれるカンドルを持つ。もし2つの結び目の基本カンドルが互いに同型であるならば、一方の結び目を他方に（向き付けは逆になるかもしれないが）うつすような、E3 の自己同相写像が存在する。

## ラック
カンドルよりもさらに広い対象を扱うものとして、反射律の成立要請を落として後の二つの条件を満たすことのみを課して、ラックの概念が定義される。つまり、集合 R の任意の元 a, b, c が、以下の条件
1. 右可逆性: {\displaystyle \exists !x\in \mathrm {R} \colon x\star a=b.}
2. 右分配律: {\displaystyle (a\star b)\star c=(a\star c)\star (b\star c).}

を満たすような二項演算 {\displaystyle \star } を備えた代数系 R としてラックは定義される。
圭やカンドルと同様にここでの演算は通常の乗法を定義するものではなく、上記の2条件を満足すること以外の性質は仮定されない。また {\displaystyle \star } の使用はあまり普遍的ではなく、演算の右と左とで非対称性が内在することを表すために、（抽象代数学で作用を表すためにしばしば使われるように）冪記法を用いる者もいる。冪記法を一部もちいると上記の条件は、
{\displaystyle x^{a}=b\iff x=b^{a^{-1}},}
{\displaystyle (a\star b)^{c}=(a^{c})\star (b^{c}).}
と書き直すことができ、これはすでに述べたことの繰り返しになるが、右からの（{\displaystyle \star } に関する）乗法が定める右作用が {\displaystyle \star } を唯一の演算としてもつマグマ R 上の自己同型となることを意味している。言い換えれば、「片側乗法が常にそれ自身の上の自己同型を定めるような代数系」というのがラックの別の定義の仕方であるということになる。
カンドルがロープや糸のように局所線形な対象上の結び目を表現することができることに比べ、ラックは組み紐のように結ばれずねじれているものをも表現することができる。